# 山下永夏
山下 永夏（やました はるか、1994年（平成6年）9月4日 - ）は、日本のモデル、タレント、女優である。
三重県津市出身、以前はプラチナムプロダクションに所属していた。

## 来歴
高校生だった2011年、ナゴヤドームで行われた『東京ガールズコレクション in 名古屋』を観賞した際プラチナムプロダクションにスカウトされ、2013年に上京し本格的な活動を開始。この年の8月にはファッション雑誌『ViVi』の専属モデルオーディションにエントリーされたが、受賞はならなかった。
2013年12月、同じ事務所に所属していた芝彰子と共に『グッバイ・マザー』で初舞台を飾る。2014年にはテレビドラマ『GTO』へのゲスト出演もあった。
2015年に入ると、2月28日にデビューのきっかけとなった『東京ガールズコレクション'15 S/S』（於：国立代々木競技場第一体育館）に事務所の先輩でもある木下優樹菜、トリンドル玲奈、菜々緒、筧美和子、大石絵理、吉田夏海らと共に出演。同年3月10日には通算40代目となる『旭化成グループキャンペーンモデル』に選出された。事務所のマネージャーが「オーディションあるけど、受けない?」との何気ない一言がきっかけで応募したという。なお、プラチナムプロダクションの所属者が旭化成のキャンギャルに起用されたのは山下が初めてとなる。
2016年、旭化成建材の杭打ちデータ改竄問題により旭化成が広告を自粛した影響で、2016年の旭化成グループキャンペーンモデルを選考できなかった事や山下が好評だった事を考慮し、2016年の旭化成グループキャンペーンモデルも山下が続投となった。2年連続で旭化成のキャンギャルを務めた人物は、2004年と2005年の渡香奈以来11年ぶりだった。またこの年には八十二銀行のイメージキャラクターも務めている。
2017年、大伴理奈に旭化成のキャンギャルを譲ってからは主に女優としての活動が目立ち、2018年公開の映画『RYOMA 空白の三か月』では初ヒロインを務めたが、2020年8月9日、自身のInstagramでプラチナムプロダクションを退所したことを明かした。

## 人物
- 2歳下の妹がいる[13]。
- 趣味はお菓子作り、特技はバドミントン、殺陣[2]。
- 憧れの女優は新垣結衣[8][2]。

## 出演

### 情報番組
- PON!（日本テレビ系、2015年度）お天気お姉さん（毎週火曜日、木曜日出演）

### ドラマ
- GTO（2014年、関西テレビ・フジテレビ系） 第一話 今井ユナ 役
- 怪盗探偵 山猫 （2016年、日本テレビ系）第七話
- BG〜身辺警護人〜（2018年、テレビ朝日系） ‐ 富川優衣 役
- Missデビル 人事の悪魔・椿眞子（2018年、日本テレビ系）第九、十話
- 今日から俺は!!（2018年、日本テレビ系）クラスメイト 役
- 家売るオンナの逆襲（2019年、日本テレビ系）第七話

### 映画
- 神さまの言うとおり（2014年）クラスメイト役
- ママレード・ボーイ（2018年）高山佐保役
- RYOMA 空白の三か月（2018年）楢崎涼子役[11]

### 舞台
- 劇団ズッキュン娘コラボ公演「グッバイ、マザー」（2013年12月7日 - 15日、渋谷・ミルキーウェイ）[6]
- 「舞台 四月は君の嘘」（2017年8月 – 9月） – 井川絵美 役[14]

### CM
- セブン-イレブン「朝得クーポン篇」
- 旭化成不動産レジデンス「ヘーベルROOMS」
- 八十二銀行 「かん太くんカード」[2]
- SEGA「プロサッカークラブをつくろう！ロード・トゥ・ワールド」

### バラエティ
- フジテレビ 笑っていいとも!「平成の女たちに聞いてみました」
- フジテレビ めちゃ×2イケてるッ!（2014年2月8日） – めちゃイケファミリーヒストリー・鈴木紗理奈役
- TBS 夢の扉+
- ヘーベルハウス

### モデル
- 京都きもの友禅 カタログモデル
- THE COLLECTION EYES 2014〈fashion x eye〉ショーモデル
- 2015年・2016年旭化成グループキャンペーンモデル[1][10]
- TOKYO GIRLS COLLECTION
- Girls Award
- 関西コレクション
- ヤーマン「オンリーミネラル」

### WEB
- いろは出版「男は耳で恋をする」
- Honda中古車 「教えてカーラスくん」 お姉さん役

### ミュージックビデオ
- RADWIMPS「会心の一撃」
- DIV「妄想日記」
- MAGIC OF LiFE「箒星の余韻」
- SILENT SIREN 「八月の夜」

### ポスター
- 中央労働災害防止協会　年末年始無災害運動　2015-2016　着物ポスター

## 書籍

### 雑誌
- 「Tao magazin」(フォトグラファー:Jimmy Ming Shum)
- 「ビッグコミックスピリッツ」（小学館）No.19・2015年4月20日号[15][16]
- 「美的」（小学館）
- 「VOCE」（講談社）